# Raionul Cosău
Raionul Cosău (în ucraineană Косівський район) este unul din cele 14 raioane din regiunea Ivano-Frankivsk din Ucraina, cu reședința în orașul Cosău. A fost înființat în anul 1939 după ocuparea Galiției de către URSS și apoi reînființat în 1944, fiind inclus în componența RSS Ucrainene. Începând din anul 1991, acest raion face parte din Ucraina independentă.
Raionul Cosău are o suprafață de 903 km² și 90.400 locuitori (2001). 

## Istoric
În evul mediu, raionul făcea parte din regatul Halici, fiind apoi incorporat în Regatul Poloniei. Teritoriul actualului raion făcea parte din provincia Pocuția care a fost pentru o vreme sub administrația voivodatului Moldovei. După împărțirea Poloniei în 1772, zona a fost anexată de imperiul Austriac făcând parte din Regatul Galiției și Lodomeriei. După Primul Război Mondial, teritoriul a fost redobândit de Polonia fiind încadrat din punct de vedere administrativ in Voivodatul Stanisławów. În 1939 a teritoriul a fost ocupat de Uniunea Sovietică, fiind recucerit de Germania în 1941 și încadrat în Guvernământul General, făcând parte din cercul Stanislau al regiunii Galiția. După 1944 raionul Cosău a fost reînființat și a fost inclusă în componența RSS Ucrainene. Începând din anul 1991, acest raion face parte din Ucraina independentă.

## Geografie
Raionul Cosău este situat în partea de sud-vest a regiunii Ivano-Frankivsk. În prezent, raionul se învecinează în partea de sud cu raionul Verhovina, în partea de est cu raionul Sniatin și cu raionul Cozmeni din Regiunea Cernăuți, în partea de nord cu raionul Colomeea și în partea de vest cu raionul Nadwórna

## Localități
Raionul Cosău este compus din:
- 1 oraș - Cosău - reședința administrativă
- 2 așezări urbane:

| Orașe și așezări de tip urbane |                    |               |                  |               |          |           |
| Nume                           | Nume               | Nume          | Nume             | Nume          | Nume     | Locuitori |
| română                         | ucraineană         | ucraineană    | rusă             | rusă          | poloneză | Locuitori |
| română                         | scriere ucraineană | transliterare | scriere rusească | transliterare | poloneză | Locuitori |
| Cosău                          | Косів              | Kosiv         | Косов            | Kosov         | Kosów    | 8.301     |
| Cuturi                         | Кути               | Kutî          |                  |               | Kuty     | 4.272     |
| Iablonov                       | Яблунів            | Iabluniv      | Яблонов          | Iablonov      | Jablonow | 1.787     |

- 37 sate [2], dintre care: 
  - 24 comune sau selsoviete  astfel:

| Comune          |                        |                         |                        |                        |                |           |
| Nume            | Nume                   | Nume                    | Nume                   | Nume                   | Nume           | Locuitori |
| română          | ucraineană             | ucraineană              | rusă                   | rusă                   | poloneză       | Locuitori |
| română          | scriere ucraineană     | transliterare           | scriere rusească       | transliterare          | poloneză       | Locuitori |
| Akreșorî        | Акрешори (Бабинопілля) | Akreșorî (Babinopillia) | Акрешоры (Бабинополье) | Akreșorî (Babinopolie) | Akreszory      | 1607      |
| Babin           | Бабин                  | Babin                   |                        |                        | Babin          | 855       |
| Bania-Bereziv   | Баня-Березів           | Bania-Bereziv           | Баня Березов           |                        | Bania-Berezów  | 1260      |
| Nîjnii Bereziv  | Нижній Березів         | Nîjnii Bereziv          | Нижный Березов         | Nijnîi Berezov         | Berezów Niżny  | 1231      |
| Srednii Bereziv | Середній Березів       | Srednii Bereziv         | Средный Березов        | Srednîi Berezov        | Berezów Średni | 1457      |
| Vîjnii Bereziv  | Вижній Березів         | Vîjnii Bereziv          | Верхный Березов        | Verhnîi Berezov        | Berezów Wyżny  | 1626      |
| Brusturiv       | Брустурів              | Brusturiv               |                        |                        | Bruszturiw     | 1408      |
| Himcin          | Химчин                 | Himcin                  | Химчин                 | Himcin                 |                | 3245      |
| Cerhanivka      | Черганівка             | Cerhanivka              | Чергановка             | Cerganovka             | Czerchaniówka  | 994       |
| Horod           | Город                  | Horod                   | Город                  | Gorod                  | Horod          | 511       |
| Iavoriv         | Яворів                 | Iavoriv                 |                        |                        | Jaworów        | 2426      |
| Kosmaci         | Космач                 | Kosmaci                 |                        |                        | Kosmacz        | 1427      |
| Kobakî          | Кобаки                 | Kobakî                  |                        |                        | Kobaki         | 2.734     |
| Stari Cuti      | Старі Кути             | Stari Kutî              |                        |                        | Kuty Stare     | 5.288     |
| Liucea          | Люча                   | Liucea                  | Люча                   |                        | Lucza          | 1.287     |
| Liucikî         | Лючки                  | Liucikî                 |                        |                        | Luczki         | 548       |
| Nikitinți       | Микитинці              | Mîkîtînți               | Никитинцы              | Nikitințî              |                | 829       |
| Pistîn          | Пістинь                | Pistîn                  | Пистынь                | Pistîn                 | Pistyń         |           |
| Prokurava       | Прокурава              | Prokurava               |                        |                        |                | 1.196     |
| Rîbne           | Рибне                  | Rîbne                   | Рыбное                 | Rîbnoe                 |                | 1.219     |
| Ricika          | Річка                  | Ricika                  |                        |                        |                | 2.075     |
| Roztokî         | Розтоки                | Roztokî                 | Растоки                | Rastoki                |                | 2.020     |
| Roznov          | Рожнів                 | Rojniv                  | Рожнов                 | Rojnov                 | Rożnów         | 5.563     |
| Malîi Rojin     | Малий Рожин            | Malîi Rojin             |                        |                        | Rożen Mały     | 950       |
| Velikîi Rojin   | Великий Рожин          | Velikîi Rojin           |                        |                        | Rożen Wielki   | 1.571     |
| Slobidka        | Слобідка               | Slobidka                | Слободка               | Slobodka               |                | 811       |
| Smodna          | Смодна                 | Smodna                  | Смодна                 | Smodna                 |                | 1.852     |
| Snidavka        | Снідавка               | Snidavka                |                        |                        |                | 929       |
| Sokolivka       | Соколівка              | Sokolivka               |                        |                        | Sokołówka      | 2.193     |
| Stopceantiv     | Стопчатів              | Stopceantiv             | Стопчатов              | Stopceatov             | Stopczatów     | 2.831     |
| Șepit           | Шепіт                  | Șepit                   |                        |                        |                | 1.752     |
| Șeșorî          | Шешори                 | Șeșorî                  |                        |                        |                | 1.984     |
| Tecucie         | Текуче                 | Tekucie                 | Текучее                | Tekuciee               | Tekucza        | 1.384     |
| Traci           | Трач                   | Traci                   | Трач                   | Traci                  |                | 353       |
| Tiudiv          | Тюдів                  | Tiudiv                  | Тюдов                  | Tiudov                 |                | 2.031     |
| Utoropî         | Уторопи                | Utoporî                 | Уторопы                | Utoropî                | Utoropy        | 2.218     |
| Verbovăț        | Вербовець              | Verboveț                | Вербовец               | Verboveț               |                | 3.395     |

- - 13 sate, care nu sunt și selsoviete, adică nu au administrație proprie, astfel:

| Sate         |                    |               |                   |               |             |           |          |
| Nume         | Nume               | Nume          | Nume              | Nume          | Nume        | Locuitori | Comuna   |
| română       | ucraineană         | ucraineană    | rusă              | rusă          | poloneză    | Locuitori | Comuna   |
| română       | scriere ucraineană | transliterare | scriere rusesască | transliterare | poloneză    | Locuitori | Comuna   |
| Cosăul Vechi | Старий Косів       | Starîi Kosiv  | Старый Косов      | Starîi Kosov  | Kosów Stary | 1.706     | Verbovăț |
| Huțulivka    | Гуцулівка          | Huțulivka     | Гуцуловка         | Guțulovka     |             | 210       | Traci    |
| Korostî      | Корости            | Korostî       | Коросты           | Korostî       | Korosti     | 329       | Traci    |
| Krivobrodî   | Кривоброди         | Krivobrodî    |                   |               |             | 301       | Traci    |
| Țuțulîn      | Цуцулин            | Țuțulîn       |                   |               |             | 445       | Traci    |

## Demografie
Componența lingvistică a raionului Cosău
     Ucraineană (99,47%)
     Alte limbi (0,46%)
Conform recensământului din 2001, majoritatea populației raionului Cosău era vorbitoare de ucraineană (99,47%), existând în minoritate și vorbitori de alte limbi.